# Mont Orgueil Castle

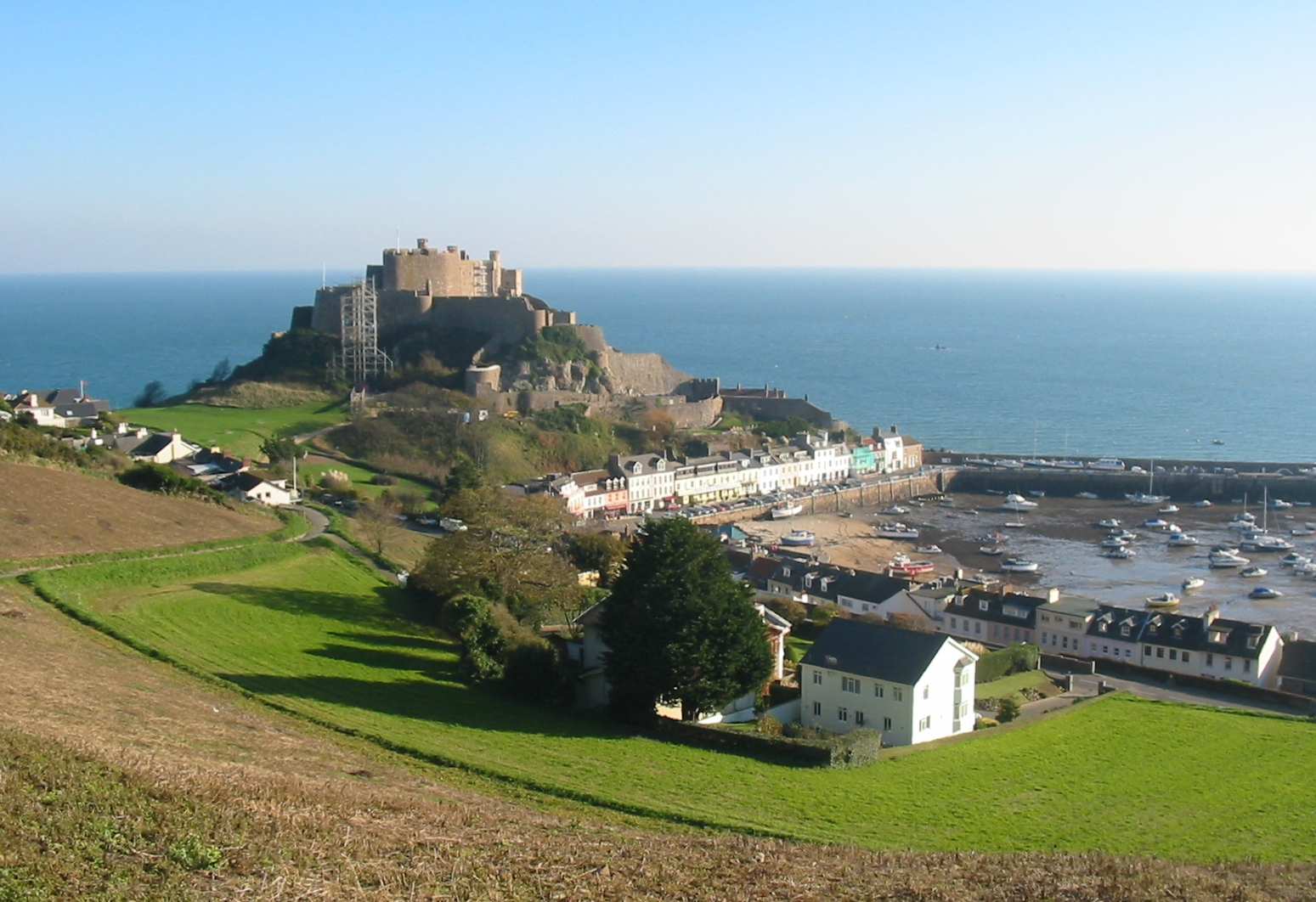
Mont Orgueil Castle

Mont Orgueil Castle (oder Gorey Castle) liegt auf der Kanalinsel Jersey in der Gemeinde Saint Martin oberhalb des Ortes Gorey (Ortschaft Gorey Pier), an der der französischen Halbinsel Cotentin zugewandten Ostküste. Zur Festung gelangt man über steile Treppen am Ostende des Hafens oder durch den Ort Richtung Anne Port. Die imposante Lage der Festung veranlasste den Bruder des englischen Königs Henry V. Thomas of Lancaster, 1. Duke of Clarence (1388–1421), zu dem Ausruf »Mont Orgueil« (Stolzer Berg); so entstand der Name.

Blick auf die Bucht von Gorey

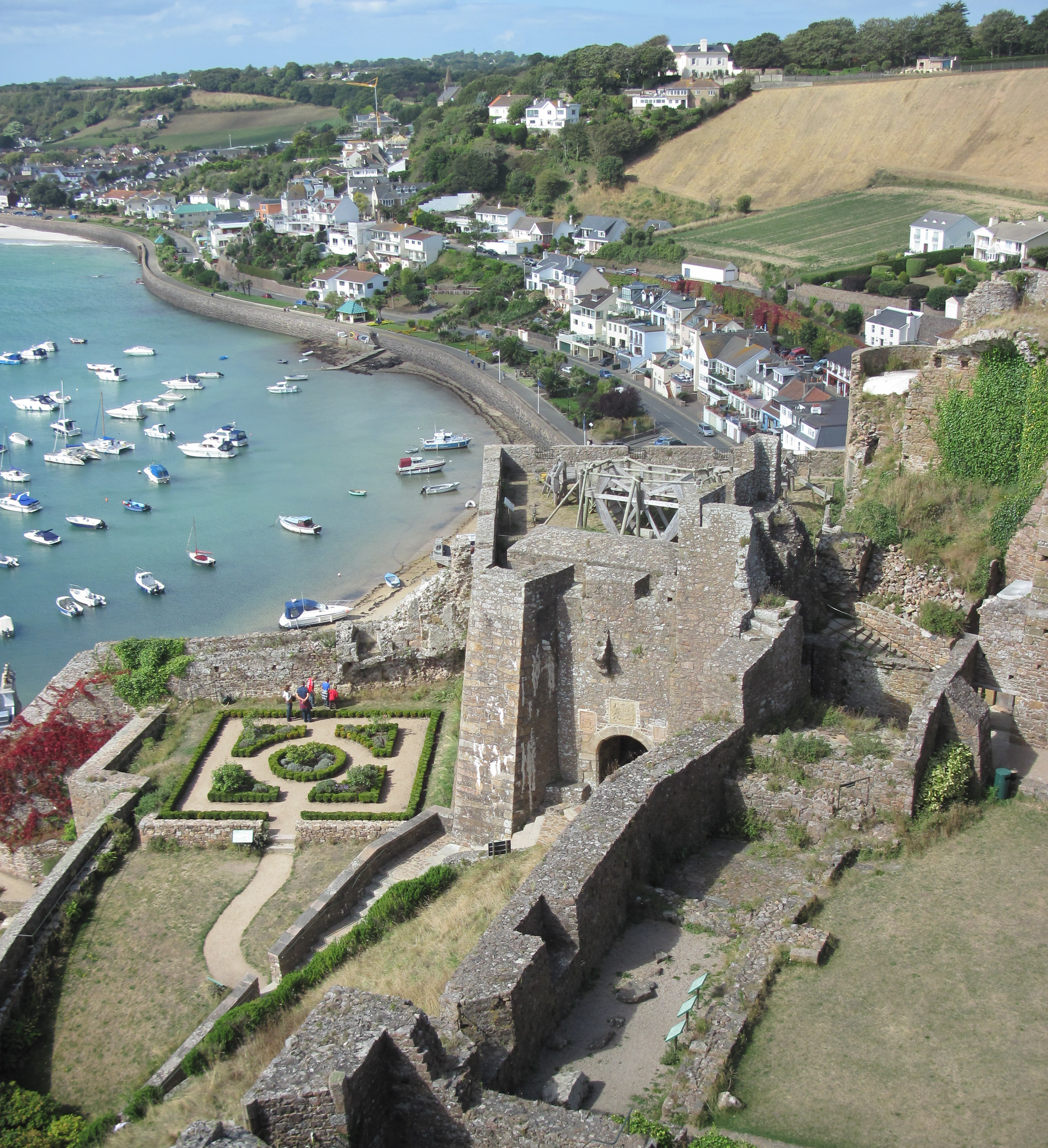
Blick vom Castle auf den Hafen

Wahrscheinlich gab es bereits während der Eisenzeit Befestigungen auf dem Felsen. Während des Hundertjährigen Krieges galt Mont Orgueil als uneinnehmbar. Der bretonische Feldherr Bertrand du Guesclin (1320–1380) belagerte die Burg vergeblich. Im 15. Jahrhundert fiel die Festung durch Verrat einige Zeit in die Hände des französischen Königs.
Auf dem Weg nach oben passiert man den Harliston Tower (von 1470), dessen Mauer das englische Königswappen mit Löwe und Einhorn trägt. Durch das zweite Tor gelangt man vom äußeren Burgring (Outer Ward) in den Lower Ward, in dem die Bewohner des Ortes bei Angriffen Schutz fanden. Durch das Queen Elizabeth Gate aus dem Jahre 1593 erreicht man den Middle Ward, von dem aus ein weiteres Tor zum Keep, dem inneren Zentrum der Burg, mit dem Rittersaal (Great Hall) und der St Mary’s Crypt führt. Die St Mary’s Crypt ist der älteste erhaltene Teil aus dem 13. Jahrhundert und liegt im Zentrum der konzentrischen Anlage.
Mont Orgueil war zur Zeit des englischen Bürgerkriegs (1642–1649) ein Gefängnis. Jersey stand auf Seiten des Königs und zahlreiche Anhänger der Parlamentstruppen saßen hier gefangen. Zu den bekanntesten zählte William Prynne (1600–1669). Zur Strafe für die Verleumdung des Königs hatte man ihm die Buchstaben SL (seditious libeller - aufrührerischer Verleumder) in die Wange gebrannt. In Ausstellungsräumen sind historische Szenen mittels lebensgroßer Puppen dargestellt.
Zu den Gefangenen zählte auch John Lilburne (1614–1657).
Mit der Erfindung der Kanone war die Burg einnehmbar geworden. Sie diente nach der Revolution geflüchteten französischen Aristokraten als standesgemäße Unterkunft und war eine Zeit lang auch Wohn- und Amtssitz des Governors von Jersey.